# Parc national de Kantal
Le parc national de Kantal est un parc national dans l'extrémité occidentale de la chaîne de l'Elbourz, sur la rive droite de l'Araxe, en Iran. Il est entouré par le refuge faunique de Kiyamaki, dont il a été détaché en 2011.